# Nicol Nejedlíková
Nicol Nejedlíková (* 26. August 1999 in Bratislava, Slowakei) ist eine slowakische Handballspielerin, die für die slowakische Nationalmannschaft aufläuft.

## Karriere

### Im Verein
Nejedlíková spielte für den HK AS Trenčín, mit dem sie im Jugendbereich im Jahr 2015 slowakische Vizemeisterin wurde. Mit der Damenmannschaft von HK AS Trenčín lief sie in der höchsten slowakischen Spielklasse auf. Im Jahr 2018 schloss sich die Linkshänderin dem österreichischen Erstligisten UHC Eggenburg an. Drei Jahre später wechselte Nejedlíková zum Ligakonkurrenten BT Füchse, nachdem sie sich zuvor im letzten Erstligaspiel für Eggenburg einen Kreuzbandriss und einen Meniskusriss zugezogen hatte. Seit dem Jahr 2023 steht sie beim österreichischen Erstligisten UHC Tulln unter Vertrag. In der Saison 2023/24 erzielte Nejedlíková mit 161 Treffern die zweitmeisten Tore in der höchsten österreichischen Spielklasse.

### In Auswahlmannschaften
Nejedlíková lief für die slowakische Jugendnationalmannschaft bei der U-17-Europameisterschaft 2015 auf. Mittlerweile gehört Nejedlíková dem Kader der slowakischen A-Nationalmannschaft an, mit der sie bislang nur an der Europameisterschaft 2024 teilnahm.